# Wohnhaus Lange Straße 41
Das Wohnhaus Lange Straße 41 in Hoya wurde in der zweiten Hälfte des 19. Jahrhunderts gebaut.

Das prägende Gebäude wird aktuell (2022) im Erdgeschoss auch als Restaurant genutzt.
Das Gebäude steht unter Denkmalschutz (siehe auch Liste der Baudenkmale in Hoya).

## Beschreibung
Das zweigeschossige teils giebelständige historisierende verklinkerte Gebäude, mit seitlichen Giebelrisalit, Satteldach, zwei Dachhäusern, dekorativen Fassaden, Segmentbogenfenstern, neogotischem Eingang sowie mittigen Gesimsen, wurde um 1880 gebaut. Es wurde nach Leerstand im Rahmen der Städtebauförderung um oder nach 2012 saniert.